# Leon Choromański
Leon Choromański właśc. Julian Choromański, ps. Alciphron, Leon Charap (ur. 26 listopada lub 21 grudnia 1872 w Konotopie, zm. 12 lutego 1953 w Legionowie) – polski pisarz, poeta, dramaturg, tłumacz oraz satyryk, kierownik teatru.

## Życiorys
Studiowała prawo na Uniwersytecie Jagiellońskim w Krakowie (1893-1897). W latach 1908-1911 związany był z kabaretem Momus jako autor oraz kierownik literacki (1909, wraz z Janem Pawłowskim). Współpracował także z tygodnikiem literackim "Marchołt" (1911). W lutym 1913 roku był współautorem i organizatorem Szopki warszawskiej, a jesienią tego roku został kierownikiem artystycznym Teatru Artystycznego. W kolejnych latach jako autor współpracował ze stołecznymi teatrami i kabaretami takimi jak Nowoczesny (1915-1916), Czarny Kot (po 1917), Mozaika i Miniatury (1918) oraz z lubelskim kabaretem Wesoły Ul (1918). W okresie 1907–1920 jako krytyki teatralny publikował w takich czasopismach jak "Przegląd Społeczny", "Prawda", "Sowizdrzał", "Świat" oraz "Kurier Poranny". Jako publicysta tworzył jeszcze w latach 30. XX wieku. Był również cenzorem filmowym w Ministerstwie Spraw Wewnętrznych.
Jako prozaik był kontynuatorem tradycji Młodej Polski. Tworzył jednoaktówki (Po maskaradzie, Po egzekucji, Adam i Ewa), skecze i teksty piosenek. Tłumaczył dzieła takich twórców literatury światowej jak m.in.  Charles Baudelaire, Oscar Wilde, Octave Mirbeau, August Strindberg czy Fiodor Dostojewski.

## Wybrane publikacje
- Zuzanna (1911) - zbór nowel
- Złota droga (1913) - zbór nowel
- Firleje momusowe (1914) - zbiór tekstów piosenek
- Pościg za słońcem (1914) - tom poezji
- Dziwne przygody: bajki dla małych dzieci (1922)
- Głowa na kamieniu (1923) - zbór nowel
- Urna (1925) - tom poezji